# Suillus mediterraneensis
Suillus mediterraneensis (Jacquet. & J. Blum) Redeuilh, Docums Mycol. 22(no. 86): 40 (1992).
Il Suillus mediterraneensis è un fungo dell'areale mediterraneo. Cresce sotto i pini marittimi, il più delle volte assieme ad altri Suillus simili, quali Suillus bellinii, Suillus granulatus f. marchandii e Suillus collinitus.

## Descrizione della specie
Cappello
Convesso, regolare, a tarda maturità piano convesso, 5-12 cm di diametro;
cuticolaseparabile per 3/4, mediamente vischiosa a tempo umido, colore uniforme che va dal castano chiaro al bruno rossastro;
margineconcolore alla cuticola.
Tubuli
Corti, fino a 8 mm di lunghezza, decorrenti.
Pori
Di media grandezza, angolosi, prima giallo vivo, poi giallo-grigiastro, infine giallo brunastro.
Gambo
Cilindrico, regolare, a volte un po' attenuato alla base, diametro di 1,5-2,5 cm, a volte leggermente eccentrico di colore biancastro, coperto da minute granulazioni brunastre.
Carne
Poco consistente, biancastra, bianco-giallastra.
- Odore: gradevole.
- Sapore: dolciastro.

Microscopia
Sporefusiformi, lisce,  9-12 x 4-4,5 µm.
Basidifusiformi, tetrasporici, raramente bisporici, 20-30 x 5-7 µm.
Cistidiclavati, cilindrici, 40-60 x 6-12 µm.
Caulocistidilunghi 30-60 x 5- 8 µm.

## Commestibilità
Originariamente considerato commestibile, tuttavia negli ultimi anni sono stati segnalati alcuni casi di intossicazione avvenuti in Calabria con disturbi che andavano dal mal di pancia alla diarrea persistente della durata di una giornata circa e in alcuni casi vomito, quindi se ne sconsiglia fortemente il consumo.

## Specie simili
- Suillus granulatus, che si distingue per il colore aranciato del cappello.
- Suillus bellinii, che si distingue per le decorazioni viola sul cappello.
- Suillus collinitus, che si distingue per il colore giallo del cappello e il micelio tipicamente rosa.

## Habitat
Cresce nei boschi di aghifoglie, frequente sotto pino d'Aleppo, meno comune sotto il pino domestico e pino marittimo.

## Sinonimi e binomi obsoleti
- Suillus granulatus var. mediterraneensis Jacquetant & J. Blum 19691
- Suillus leptopus (Persoon) A. Marchand 19712

## Etimologia
Dal latino mediterraneènsis = del Mediterraneo.